# Parti Famille d'abord
Pour les articles homonymes, voir Parti famille d'abord du Vanuatu.
Le parti Famille d'abord (en anglais : Family First Party) est un ancien petit parti politique conservateur australien créé en 2002 et disparu en 2017.

## Historique
Le parti est créé en 2002 en Australie-Méridionale où le pasteur pentecôtiste Andrew Evans est élu membre du Conseil législatif. De 2006 à 2017, le parti détient deux sièges dans cette assemblée, occupés par Robert Brokenshire et Dennis Hood.
Élu au Sénat lors des élections fédérales de 2004 avec 2 % des voix aux primaires du Victoria, Steve Fielding n'est pas reconduit lors des élections de 2010. Bob Day, devenu président du parti en 2008, est élu à son tour sénateur lors du scrutin de 2013. Il est réélu en juillet 2016 mais démissionne le 1er novembre suivant.
En avril 2017, le parti fusionne avec les Conservateurs australiens, mouvement politique qui disparaît lui-même deux ans plus tard.
Ce parti a inspiré la création d'un parti du même nom au Vanuatu, dont une candidate a été élue députée au Parlement en 2008.